# 카이랄성

카이랄성(영어: chirality)은 수학, 화학, 물리학, 생물학 등 다양한 과학 분야에서 비대칭성을 가리키는 용어이다. 키랄성, 손대칭성, 비대칭성(非對稱性)이라고도 한다. 이는 어떤 대상이 거울에 비춘 모양과 합동을 이루지 않을 때 그 두 대상의 관계를 일컫는다. 이 관계가 왼손과 오른손의 관계와 유사하다 하여 손을 가리키는 그리스어 χειρ (kheir)에서 유래하였다.

## 화학
화학에서의 카이랄성은 거울상과 포개지지 않는 구조를 가리킨다. 이것이 다른 물질을 거울상 이성질체라고 한다.

## 수학
수학의 카이랄성은 거울상이 회전이나 평행 이동에 의해 겹쳐지지 않는 성질을 말한다. 나선이나 뫼비우스의 띠는 카이랄이다.

## 물리학
물리학의 카이랄성은 주로 스핀과 관련되어 있다. 중성미자는 카이랄을 띄며 운동량과 스핀의 방향이 반대방향인 것만 알려져있다.

## 생물학
생물학에서 많은 분자는 화학의 카이랄성을 가지고 있으며 이중 한 종류만이 생명체에게 흔하다. 복족류의 껍질 구조는 카이랄성을 띄고 있는데 90%는 오른쪽 방향, 10%만 왼쪽 방향이다.

## 같이 보기
- 대칭성